# Trey Radel
Henry Jude Radel III, detto Trey (Cincinnati, 20 aprile 1976), è un politico, giornalista e conduttore radiofonico statunitense, membro della Camera dei Rappresentanti per lo stato della Florida dal 2013 al 2014.

## Biografia
Nato a Cincinnati, Radel studiò comunicazioni e lingua italiana alla Loyola University Chicago. Successivamente studiò recitazione e giornalismo, per poi essere assunto come reporter dalla CNN e dalla CBS.
In seguito Radel venne assunto come conduttore radiofonico da Fox News e fondò una società a responsabilità limitata. Con sua moglie Amy Wegmann, anche lei giornalista della Fox, ha fondato un'organizzazione no profit che si occupa di militari feriti sul campo.
Nel 2012 il deputato Connie Mack IV decise di non chiedere la rielezione alla Camera dei Rappresentanti per cercare l'elezione al Senato. Radel allora si candidò per il seggio di Mack, che nel frattempo era stato riconfigurato come diciannovesimo distretto congressuale (fino ad allora era stato il quattordicesimo). Radel ottenne l'appoggio di Mack e di suo padre Connie Mack III e riuscì ad essere eletto deputato.
Nel 2014 Radel venne coinvolto in uno scandalo quando venne trovato in possesso di cocaina; in seguito alla condanna, il deputato annunciò le proprie dimissioni dalla Camera e lasciò il Congresso dopo appena un anno di permanenza.